# Дэмпа (музыка)
Дэмпа-песня (яп. 電波ソング Denpa song) — жанр современной японской музыки; песни, которые нарочно звучат странно, но при этом цепляюще. Типичными признаками дэмпа-песен являются нарочно непопадающий в музыку вокал, бессмысленный текст песен и чрезмерно бодрая мелодия. Дэмпа-музыка стала субкультурой в Японии, сформировав значительный аспект культуры отаку — существует значительное число додзин-кружков и исполнителей, производящих дэмпа-музыку. Дэмпа — это не жанр, но собирательный термин для разнообразной музыки.
Альтернативные термины для определения дэмпа-музыки, появившиеся позже, — Акиба-поп, или A-pop. Термин  Моэ-песня (яп. 萌えソング Moe song) относится к дэмпа-музыке из культуры отаку, в которой фигурирует тематика моэ.

## Происхождение
Дэмпа-песня — это сленговый термин, характеризующий причудливую, странную музыку. Термин «дэмпа» (яп. 電波 электромагнитные волны) вошёл в употребление в 1990-х, чтобы описать отрешённых от реальности людей, которые живут в мире своих фантазий, и берёт своё начало от убийств на улице Фукагава в 1981. Преступник, Гундзи Камавата, употреблял запрещённые вещества, после чего среди бела дня нападал с ножом на случайных прохожих, убив двух домохозяек и двух детей и ранив многих других. Представ перед судом, он заявил, что на него воздействовали электромагнитные волны (дэмпа), вынуждая убивать людей и сводя с ума. С ранних девяностых термин «дэмпа» начал появляться в музыке и литературе, в то время как сочетание дэмпа-кэй (яп. 電波系 denpa-kei) стало употребляться для описания погружённых в себя и вызывающих страх людей. Так звали безумцев в качестве уничижительного эвфемизма, основываясь на идее, что эти люди якобы слышат голоса, наблюдают видения и общаются с помощью телепатии в результате воздействия электромагнитных волн. Примеры такого использования в то время имеются в песнях японской метал-группы KING-SHOW, где есть отсылки к этому эпизоду убийств.
В отношении музыки термин обзавёлся негативной коннотацией и стал ассоциироваться с музыкой, которая признавалась пугающей и имела странные тексты, часто происходя из культуры отаку. Поскольку отаку зачастую считались странными и отличались своим поведением от большинства, дэмпа быстро стала ассоциироваться с культурой отаку и сценой Акихабары. Со временем слово «дэмпа» стало характеризовать любого, кто казался причудливым или оторванным от реальности, будто бы эти люди «принимали электромагнитные волны», гипнотизировались и подчинялись им. Со временем появилась категория дэмпа-музыки, ставшей популярной в кругах отаку в качестве нишевого интереса и субкультуры, отличной от мейнстрима.

## Особенности
Дэмпа-песни отличаются музыкой с причудливыми паттернами и чрезвычайно странными текстами, но несмотря на это они сыскали популярность. Слушатели оправдывают это тем, что музыка их «гипнотизирует», и они остаются под контролем странности песни. Чувство «отравления и промытия мозгов песней» описывается термином доку-дэмпа (яп. 毒電波 doku-denpa, отравление электромагнитными волнами). Тексты дэмпа-песен обычно бессмысленны или содержат темы, относящиеся к отаку. Песни касаются таких тем, как наваждения, телепатия или безумие, и часто содержат хаотичные или повторяющиеся строчки так, что весёлая песня начинает звучать жутко. В музыкальном смысле дэмпа обычно содержит повторяющиеся фразы или нарочно фальшивый вокал одновременно с цепляющей мелодией, намеренно вызывающими чувство неумеренности и излишества. Чрезмерно высокий вокал, отагэй (яп. ヲタ芸)-выкрики и другие экстремальные методы применяются для создания хаоса, который характеризуют как «дэмпа». Пример такой песни — Neko Mimi Mode, где весь текст состоит из повторения «Neko Mimi Mode». Дэмпа-музыка может сочетаться с многими другими музыкальными поджанрами, такими, как gamewave, bitpop и чиптюн.
Часто дэмпа-музыку неверно характеризуют как «милую» и «счастливую», поскольку большая часть дэмпа-песен использует переизбыток моэ-тем, которые экстремально милые и счастливые, и иногда эти песни очень быстрые, однако такая характеристика не всегда верна, поскольку они могут содержать гораздо более мрачные темы. Неправильным считать дэмпу «милым J-pop'ом», поскольку это во многом андерграундное явление, оно не популярно в мейнстримной музыке и имеет совершенно отличную от J-pop сцену. Дэмпа с ранних дней ассоциировалась с жуткой музыкой, в результате чего она не принималась в мейнстриме и её сцена ограничилась нишевой группой отаку. Under17 стала популярной группой, которая создавала милые песни с причудливыми текстами, и эти песни изменили внешнее представление о дэмпа-музыке.

## Субкультура
Дэмпа-альбомы обычно продаются музыкантами на ярмарках, таких, как Комикет, и других крупных мероприятиях для людей, заинтересованных в относящейся к отаку культуре. Дэмпа-музыка зачастую используется в открывающих и закрывающих мелодиях аниме, транслируемого по телевидению; примерами могут служить открывающие темы Shinryaku! Ika Musume и Kill Me Baby.

## Музыканты, ассоциируемые с дэмпа
- Mosaic.wav
- ave;new project
- KOTOKO
- IOSYS
- Band Ja Naimon!
- t+pazolite
- Nomico
- Dempagumi.inc
- Momoiro Clover Z
- ULTRA-PRISM
- I've Sound
- Under17
- Megumi Hoshina
- Nanahira
- Camellia